# إدريس السامي بالله
السامي بالله إدريس بن يحيى (المتوفي في عام 444 هـ) ثامن حكام طائفة مالقة في عهد ملوك الطوائف. تولى بعد وفاة عمه محمد المهدي بالله عام 444 هـ، ولم يستمر حكمه كثيرًا، حيث أصابته لوثة فغادر مالقة، وهام على وجهه في صفة تاجر، وعبر إلى المغرب، فأمسكه بعض رجالها، وسلّموه لحاكم سبتة سواجات البرغواطي في أواخر عام 444 هـ.